# Kacper Karasek
Kacper Karasek (ur. 20 marca 2002 w Łowiczu) – polski piłkarz, grający na pozycji pomocnika w ekstraklasowym klubie Motor Lublin.

## Życiorys

### Kariera juniorska
Karasek jest wychowankiem klubu Unia Skierniewice. Począwszy od sezonu 2012/2013, przez trzy kolejne lata występował w akademii innego skierniewickiego klubu piłkarskiego, Widok Skierniewice. Następnie, w sezonie 2015/2016, przeniósł się do Escoli Varsovia Warszawa, gdzie spędził resztę swej kariery juniorskiej. 

### Kariera seniorska
W seniorskiej piłce Karasek zadebiutował 14 września 2019 roku, w barwach klubu Unia Skierniewice, podczas wygranego 2:1 meczu z Pelikanem Łowicz. 8 dni później, 22 września, podczas przegranego 5:3 spotkania z Lechią Tomaszów Mazowiecki, strzelił swojego debiutanckiego gola w III lidze. W swym debiutanckim sezonie rozegrał łącznie 12 spotkań i zdobył dwie bramki.
W lipcu 2021 roku zawodnik przetransferowany został do pierwszoligowego Widzewa Łódź, jego umowa z klubem potrwać miała trzy lata. W umowie zapisano również klauzulę jej przedłużenia o dwanaście miesięcy. W Widzewie zadebiutował w 1. kolejce sezonu 2021/2022, 1 sierpnia 2021, podczas wygranego 3:0 spotkania z Sandecją Nowy Sącz. Pierwszą bramkę dla zespołu zdobył 24 września 2021 roku, podczas spotkania ze Skrą Częstochowa.
W sezonie 2022/2023 zawodnik wypożyczony został do Bruk-Bet Termaliki Nieciecza. Tam zadebiutował 15 lipca 2022 roku podczas meczu z Odrą Opole, który zakończył się jednobramkowym remisem. Swą pierwszą bramkę dla zespoły zdobył 7 sierpnia, w wygranym 2:0 meczu ze Skrą Częstochowa. 15 maja 2023 roku ogłoszono wykup Karaska z Widzewa Łódź. Transfer kosztował 300 lub 350 tysięcy złotych. W sezonie 2022/2023 zawodnik rozegrał łącznie 29 spotkań na poziomie I ligi (licząc z dwoma meczami barażowymi) i strzelił 7 bramek. 25 czerwca 2024 roku przyjął bierzmowanie. 21 sierpnia 2023, podczas wygranego 4:2 meczu z Wisłą Płock, zdobył hat-tricka. 22 listopada 2024 roku, podczas wyjazdowego spotkania z Kotwicą Kołobrzeg (5:0), strzelił łącznie 4 bramki w ok. 22 minuty. Podczas swego ostatniego sezonu w Termalice zawodnik wystąpił łącznie w 32 spotkaniach ligowych i jednym meczu Pucharu Polski, w których zdobył łącznie 12 bramek, w sezonie tym Termalika awansowała do Ekstraklasy.
10 czerwca 2025 roku ogłoszono jego transfer do ekstraklasowego Motoru Lublin, gdzie podpisał roczną umowę z opcją jej prolongaty o kolejny sezon.